# Alexandre Gallo
Alexandre Tadeu Gallo, más conocido como Alexandre Gallo (Ribeirão Preto, Brasil; 26 de enero de 1963), es un entrenador brasileño de fútbol. Actualmente dirige el Esporte Clube Vitória.

## Clubes

### Como jugador
| Club             | País   | Año       |
| ---------------- | ------ | --------- |
| Botafogo-SP      | Brasil | 1986-1991 |
| Vitória          | Brasil | 1991      |
| Santos           | Brasil | 1992-1996 |
| Portuguesa       | Brasil | 1996      |
| Guarani          | Brasil | 1997      |
| São Paulo        | Brasil | 1997-1998 |
| Botafogo         | Brasil | 1999      |
| Atlético Mineiro | Brasil | 1999-2000 |
| Corinthians      | Brasil | 2001      |

### Como entrenador
| Club                           | País                   | Año       |
| ------------------------------ | ---------------------- | --------- |
| Villa Nova                     | Brasil                 | 2004      |
| Portuguesa                     | Brasil                 | 2005      |
| Santos                         | Brasil                 | 2005      |
| FC Tokyo                       | Japón                  | 2006      |
| Sport                          | Brasil                 | 2007      |
| Internacional                  | Brasil                 | 2007      |
| Figueirense                    | Brasil                 | 2007-2008 |
| Atlético Mineiro               | Brasil                 | 2008      |
| Bahia                          | Brasil                 | 2009      |
| Santo André                    | Brasil                 | 2009      |
| Náutico                        | Brasil                 | 2010      |
| Al-Ain                         | Emiratos Árabes Unidos | 2010-2011 |
| Avaí                           | Brasil                 | 2011      |
| Náutico                        | Brasil                 | 2012-2013 |
| Selección Sub-20 de Brasil [1] | Brasil                 | 2013-2015 |
| Selección Sub-17 de Brasil     | Brasil                 | 2013      |
| Al-Qadisiyah                   | Arabia Saudita         | 2015-2016 |
| Ponte Preta                    | Brasil                 | 2016      |
| Náutico                        | Brasil                 | 2016      |
| Vitoria                        | Brasil                 | 2017      |

## Estadísticas como entrenador
| Equipo           | Partidos | Victorias | Empates | Derrotas | Efectividad |
| ---------------- | -------- | --------- | ------- | -------- | ----------- |
| Vila Nova        | 20       | 9         | 6       | 5        | 55,00%      |
| Portuguesa       | 7        | 3         | 2       | 2        | 52,38%      |
| Santos           | 42       | 20        | 11      | 11       | 56,34%      |
| FC Tokyo         | 28       | 13        | 7       | 8        | 54,76%      |
| Sport            | 28       | 22        | 5       | 1        | 84,52%      |
| Internacional    | 21       | 9         | 3       | 9        | 47,61%      |
| Figueirense      | 40       | 23        | 9       | 8        | 65,00%      |
| Atlético Mineiro | 14       | 4         | 4       | 6        | 38,09%      |
| Bahia            | 39       | 21        | 10      | 8        | 62,39%      |
| Santo André      | 7        | 2         | 0       | 5        | 28,57%      |
| Náutico          | 44       | 21        | 8       | 15       | 53,79%      |
| Al-Ain           | 38       | 19        | 9       | 10       | 57,89%      |
| Avaí             | 13       | 3         | 3       | 7        | 30,77%      |
| Náutico          | 42       | 15        | 9       | 18       | 42,85%      |

## Palmarés

### Como jugador

#### Torneos regionales
| Título              | Club                   | Estado       | Año  |
| ------------------- | ---------------------- | ------------ | ---- |
| Campeonato Paulista | São Paulo FC           | São Paulo    | 1998 |
| Campeonato Mineiro  | Clube Atlético Mineiro | Minas Gerais | 1999 |
| Campeonato Mineiro  | Clube Atlético Mineiro | Minas Gerais | 2000 |
| Campeonato Paulista | SC Corinthians         | São Paulo    | 2001 |

### Como entrenador

#### Torneos regionales
| Título                       | Club                 | Estado         | Año  |
| ---------------------------- | -------------------- | -------------- | ---- |
| Campeonato Pernambucano      | Sport Club do Recife | Pernambuco     | 2007 |
| Campeonato Catarinense       | Figueirense FC       | Santa Catarina | 2008 |
| Campeonato Paulista Serie A2 | AD São Caetano       | São Paulo      | 2020 |

#### Torneos internacionales
| Título              | Club             | Sede         | Año  |
| ------------------- | ---------------- | ------------ | ---- |
| Recopa Sudamericana | SC Internacional | Porto Alegre | 2007 |